# ذكاء الأعمال
ذكاء الأعمال أو إستخبارات الأعمال (بالإنجليزية: Business Intelligence)‏ هي عبارة عن نظريات ومنهجيه وعمليات وخصائص وتقنيات تقوم على تحويل البيانات الاوليه إلى معلومات مفيده ذات معنى لاغراض الأعمال. له القدرة على التعامل مع أعداد هائلة من المعلومات لمساعدة المؤسسات في تحديد وتطوير فرص التجارية الجديدة، والاستفادة من الفرص الجديدة وتنفيذ إستراتيجية فعالة
تكنولوجيات ذكاء الأعمال توفر آراء تاريخية وحالية وتنبؤية لعمليات الأعمال. المهام المشتركة لتكنولوجيات ذكاء الأعمال هي الإبلاغ وتحليلات OLAP (بالإنجليزية: مكعب OLAP)‏ واستخراج البيانات وإدارة عمليات الأعمال ومعايير القياس واستخراج نص وتحليلات تنبؤية.
ذكاء الأعمال غالباً ما تهدف إلى دعم أفضل لأعمال صُنع القرار.
ولذلك نظام ذكاء الأعمال يمكن أن يسمى نظام دعم القرار DSS.

## نظرة تاريخية
في مقال نشر عام 1958، استخدم باحث آي بي إم هانز بيتر لين مصطلح ذكاء الأعمال. لقد عُرفت الذكاء على النحو التالي:
«القدرة على القبض على العلاقات المتبادله للوقائع المقدمة في مثل هذا النحو لتوجيه العمل نحو الهدف المنشود».
هوارد دريسنير في عام 1989 في وقت لاحق محلل مجموعة غارتنر (بالإنجليزية: Gartner [الإنجليزية])‏ اقترح ذكاء الأعمال كمصطلح مظلة لوصف «مفاهيم وأساليب لتحسين عملية إتخاذ القرار باستخدام الواقع القائم على نظم الدعم.»  لم يكن هذا حتى أواخر عام 1990 حيث أن هذا الاستخدام أصبح منتشر على نطاق واسع.

## ذكاء الأعمال كعملية
هي عملية مستمرة أي أن المؤسسة تجمع بشكل مستمر، تسجل وتحلل بيانات وفقا لأهداف معينة وتستخدم النتائج في عملية إتخاذ القرار لتحسين آداء المؤسسة.

## ذكاء الأعمال كتكنولوجيا
هي مجموعة من التقنيات في تكنولوجيا المعلومات تعطي ذكاء الأعمال مضمون وشكل في المؤسسات.
بالعموم هي العمليات، الاستراتيجيات، الثقافة، الأدوات، الهيكلة، المعايير والتقنيات التي تنتج عنها آداء أكثر ذكاء للمؤسسات.

## انظمة ذكاء الأعمال وتخزين البيانات
تواجه المؤسسات في جميع انحاء العالم تحدّيات حقيقية في استخدام البيانات المتوفرة في دعم القرار.
كثيراً ما تستخدم تطبيقات ذكاء الأعمال البيانات التي تم جمعها من مخزن البيانات. ومع ذلك، ليس كل مخازن البيانات مُستخدمة لذكاء الأعمال ولا جميع تطبيقات ذكاء الأعمال تتطلب مخزن بيانات.
وأهم هذه التحديات في استخراج المؤشرات التجارية تتلخص في ما يلي:
- تخزين البيانات في ملفات وقواعد بيانات متعددة وغير المترابطة مع بعضها البعض.
- ربط البيانات المتعددة المصادر لتوفير رؤية موحدة ومتكاملة عن بيانات المؤسسة.
- القدرة على متابعة تنفيذ الاستراتيجبات والخطة الموضوعة من واقع البيانات والمؤشرات.
- جودة البيانات لغايات التحليل - وخصوصا التاريخية منها.
- عدم استخدام العرض والتصميم المناسب لكل مؤشر واحصائية من خلال الرسومات البيانية وربط ذلك بقواعد البيانات.

## ذكاء وتحليلات الأعمال
توماس دافنبورت جادل بأن ذكاء الأعمال يجب أن تُقسم إلى الاستعلام والإبلاغ ومعالجة تحليلية متصلة، أداة «تنبيهات» وتحليل الأعمال.
تحليل الأعمال هو عبارة عن فرع من المعرفة التي تعرّف احتياجات الأعمال وتحدّد الحلول لمشاكلها.الحلول غالبا ما تشمل عنصر تطوير النّظام، وكما أنها يمكن أن تتكون من تحسينات عملية أو تغيرات تنظيمية.والشخص الذي يقوم بهذه المهمة يسمى محلل الأعمال.
محللوا الأعمال الذين يعملون فقط على تطوير أنظمة البرمجيات يمكن أن يطلق عليهم محللوا تكنولوجيا المعلومات التجارية أو محللوا الأعمال التقنيون أو محللوا الأنظمة.

## الذكاء التنافسي أو إستخبارات التنافسية
مصطلح ذكاء الأعمال غالباً ما تستخدم كمرادف للذكاء التنافسي

## مستقبل ذكاء الأعمال
ورقة غارتنر عام 2009 تتوقع هذه التطورات في سوق ذكاء الأعمال.
- بسبب فقر المعلومات والعمليات والأدوات، خلال عام 2012، أكثر من 35 في المائة من أعلى 5000 شركه عالمية سوف تفشل بانتظام في إتخاذ القرارات الثاقبة عن التغييرات الكبيرة في أعمالهم وأسواقهم.
- بحلول عام 2012، سوف تحكم وحدات الأعمال ما لا يقل عن 40 في المائة من مجموع الميزانية لذكاء الأعمال.
- بحلول عام 2010، سيكون 20 في المائة من المنظمات سيكون لديها صناعه - تطبيق تحليلي محدد مُستلم عن طريق البرمجيات كخدمة كعنصر داعم لملف ذكاء الأعمال.
- في عام 2009، إتخاذ قرار تعاوني سوف يبرز كفئة منتج جديد الذي يجمع بين البرامج الاجتماعية مع منصة قدرات ذكاء الأعمال.
- بحلول عام 2012، ثلث التطبيقات التحليلية المُطبقه على عمليات الأعمال سوف ترسل من خلال ردئ مزج تطبيق الحبيبات.